# Хъв
Хъв, хъв – trójznak cyrylicy, używany od 1938 r. w języku abazyńskim. Wykorzystywany jest do oznaczania dźwięku [qʷ]. Jego odpowiednikiem w alfabecie łacińskim, wykorzystywanym w latach 1932–1938, był dwuznak u.

## Przykład użycia
| Język     | Przykład | Tłumaczenie |       |
| --------- | -------- | ----------- | ----- |
| abazyński | хъва́рп   | grzyb       | [ 5 ] |

## Kodowanie
| Forma     | Wygląd | Części składowe | Części składowe | Części składowe |
| --------- | ------ | --------------- | --------------- | --------------- |
| majuskuła | Хъв    | U+0425 Х        | U+044A ъ        | U+0432 в        |
| minuskuła | хъв    | U+0445 х        | U+044A ъ        | U+0432 в        |